# Nova (programa de televisió)
Nova (estilitzat com a NOVΛ) és un programa de televisió de ciència popular estatunidenc produït per WGBH a Boston des de 1974. S'emet a PBS als Estats Units i a més de 100 països més. El programa ha guanyat molts premis de televisió importants. L'episodi «Podem refredar el planeta?» (2020) s'ha doblat al català pel canal 33.
Nova sovint inclou entrevistes amb científics que investiguen les àrees temàtiques tractades i, de tant en tant, inclou imatges d'un descobriment concret. Alguns episodis s'han centrat en la història de la ciència. Alguns exemples de temes tractats inclouen els següents: el castell de Colditz, l'equació de Drake, les partícules elementals, l'erupció del Mount St. Helens del 1980, el darrer teorema de Fermat, l'epidèmia de sida, l'escalfament global, el carbur de silici, el projecte Azorian, la caça de tempestes, el submarí alemany U-869, el Mapa de Vinland, les mòmies del Tarim i la pandèmia de la COVID-19.
Els programes Nova han estat elogiats pel seu ritme, redacció i muntatge. Els llocs web que acompanyen els segments també han guanyat premis.